# Ford Excursion
De Ford Excursion was een zeer grote terreinwagen in het hogere middenklasse-segment die van 1999 tot 2006 in Noord-Amerika werd verkocht. De Ford Excursion werd opgevolgd door de Ford Expedition met lange wielbasis.
De Ford Expedition was beschikbaar met de volgende motoren in achterwielaandrijving en vierwielaandrijving:
- 5.4 liter V8 benzine motor
- 6.8 liter V10 benzine motor
- 6.0 liter V8 diesel motor
- 7.3 liter V8 diesel motor

De verkoopcijfers van de Ford Excursion:
- 1999: 18.315
- 2000: 50.768
- 2001: 34.710
- 2002: 29.042
- 2003: 26.259
- 2004: 20.010
- 2005: 16.283